# 建築物石綿含有建材調査者
建築物石綿含有建材調査者（けんちくぶついしわたがんゆうけんざいちょうさしゃ）は、国家資格のひとつであり、建築物石綿含有建材調査者講習を修了した者の中から事業者により選任される。
また、建築物石綿含有建材調査者講習を修了した資格取得者のこと、あるいは資格そのものを指すこともある。

## 受講資格
以下のものが建築物石綿含有建材調査者講習を受講することができる。
- 石綿作業主任者技能講習を修了した者（一般と一戸建て等は実務経験不要。特定の場合は実務経験が5年以上必要）
- 大学で建築に関する課程やこれに相当する課程を修めて卒業した後、建築に関する2年以上の実務経験者
- 3年制短期大学で建築に関する課程やこれに相当する課程を修めて卒業した後、建築に関する3年以上の実務経験者
- 短期大学または高等専門学校で建築に関する課程やこれに相当する課程を修めて卒業した後、建築に関する4年以上の実務経験者
- 高等学校または中等教育学校で建築に関する課程やこれに相当する課程を修めて卒業した後、建築に関する7年以上の実務経験者
- 建築に関する11年以上の実務経験者
- 2006年3月31日以前の特定化学物質等作業主任者技能講習を修了し、建築物石綿含有建材調査に関する5年以上の実務経験者
- 建築行政に関する2年以上の実務経験者
- 環境行政（石綿の飛散防止に関するもの限定）に関する2年以上の実務経験者
- 労働安全衛生法第93条第1項の産業安全専門官もしくは労働衛生専門官、産業安全専門官もしくは労働衛生専門官であった者
- 労働基準監督官として2年以上その職務に従事した者

## 講習
告示された講習時間は特定と一般は11時間、一戸建て等は7時間である。特定は講習に加え、実地研修と口述試験、調査票試験が追加される。
- 特定建築物石綿含有建材調査者

1. 建築物石綿含有建材調査に関する基礎知識1（1時間）
2. 建築物石綿含有建材調査に関する基礎知識2（1時間）
3. 石綿含有建材の建築図面調査（4時間）
4. 現場調査の実際と留意点（4時間）
5. 建築物石綿含有建材調査報告書の作成（1時間）
6. 実地研修
7. 修了考査（筆記と口述、調査票）

- 一般建築物石綿含有建材調査者

1. 建築物石綿含有建材調査に関する基礎知識1（1時間）
2. 建築物石綿含有建材調査に関する基礎知識2（1時間）
3. 石綿含有建材の建築図面調査（4時間）
4. 現場調査の実際と留意点（4時間）
5. 建築物石綿含有建材調査報告書の作成（1時間）
6. 修了考査

- 一戸建て等石綿含有建材調査者

1. 建築物石綿含有建材調査に関する基礎知識1（1時間）
2. 建築物石綿含有建材調査に関する基礎知識2（1時間）
3. 石綿含有建材の建築図面調査（1時間）
4. 現場調査の実際と留意点（3時間）
5. 建築物石綿含有建材調査報告書の作成（1時間）
6. 修了考査